# Sant Andreu del Torn
Sant Andreu del Torn és una església del municipi de Sant Ferriol (Garrotxa). L'església actual i les restes de l'antiga església romànica formen part de manera singular de l'Inventari del Patrimoni Arquitectònic de Catalunya.

## Història
L'any 977, el Comte i Bisbe Miró Bofill, va donar l'església de Sant Andreu del Torn al Monestir de Sant Pere de Besalú. Dos anys més tard, el mateix Miró confirmà la donació de "Sancti Andree de ipso Turno" a l'esmentat cenobi. L'actual església de Sant Andreu presenta tres fases constructives molt diferenciades: la més antiga correspon a l'època preromànica de la qual ens ha arribat el seu absis rectangular. Posteriorment, en època romànica, el temple fou notablement ampliat i al segle xviii se li donà l'actual fesomia.

## Edifici

### Església actual
L'actual església de Sant Andreu del Torn va ésser bastida en el decurs del segle xviii damunt d'estructures romàniques i preromàniques. Es va donar una nova orientació al temple: frontispici a migdia i absis semicircular al nord, tot aprofitant l'antic absis de llevant com a sagristia. El temple és de tres naus, separades per arcs de mig punt, sostinguts per pilars. Els murs han estat decorats amb pintures fetes en temps recents i el seu estat general és bo. La porta d'ingrés és a migjorn, feta de grans carreus, ben tallats, i llinda amb la data: "1737"
La ferramenta romànica i les reixes del cementiri de l'església, es conserven des d'abans de l'ampliació del temple. Destaca el forrellat d'uns 55 cm, acabat amb un cap de drac i ornamentat amb diversos motius geomètrics. També cal remarcar la coronació de la reixa del cementiri, on hi consta la data 1885, i les inicials J - S.
La pica romànica conservada a l'interior del temple, està actualment en desús. Està situada als peus de la nau lateral esquerra, dins d'una petita capella, amb finestra exterior i tancada per una reixa. Està ornamentada amb petites arcuacions cegues, en dues de les quals hi ha, respectivament, una creu i un motiu floral estilitzat. La seva forma és de copa, i en els peus es repeteixen les arcuacions cegues sense cap més altre element decoratiu.

### Restes romàniques
L'antiga església romànica de Sant Andreu del Torn és un edifici inventariat de manera singular. S'estenia de llevant a ponent seguint l'estructura primitiva preromànica. Damunt l'arc triomfal es va bastir un campanar de torre de base quadrada que durant la divuitena centúria es modificà i sobrealçà. Actualment són visibles els dos pisos romànics de cloquer: el primer té dues obertures de mig punt cegades i el segon fou decorat amb arcuacions llombardes. La resta d'estructures romàniques varen desaparèixer amb la construcció de la nova església, el segle xviii.
L'absis és preromànic, de planta rectangular. Va ser bastit amb pedra del país poc treballada i disposa de teulat a dues aigües fet de teules. Està orientat a llevant i actualment s'utilitza de sagristia. Destaca, al costat de migdia, una petita finestra espitllerada feta amb carreus molt ben tallats. No hi ha cap més obertura. La nau fou destruïda en ampliar l'església actual i no en resta res.